# 掠食巨口魚
掠食巨口鱼（学名：Borostomias elucens）为輻鰭魚綱巨口鱼目巨口鱼科的其中一種。分布于全球三大洋海域，為深海魚類，棲息深度500-2500公尺，體黑色，體長可達35公分，屬肉食性，以魚類及甲殼類為食。

## 外部連結
掠食巨口鱼的圖片

## 扩展阅读
維基物種上的相關：掠食巨口鱼